# 臺北翡翠水庫管理局
臺北翡翠水庫管理局，是臺北市政府所屬一級機關，也是翡翠水庫的專責管理政府部門，成立於1987年，為大台北優質水源及調洪防災把關。

## 歷史演變
翡翠水庫計劃為臺北地區公共給水長期水源的開發計劃，於1971年開始規劃，1972年完成初步的研究報告，1974年完成可行性報告，再於1978年完成定案研究報告，深入檢討大壩的安全問題後，臺北市政府隨即成立臺北翡翠水庫建設委員會，於1979年8月開始施工，經過8年之艱難工程，全部完程於1987年6月。臺北市政府成立翡翠水庫管理局負責運轉及維護。水庫完工後，在臺北自來水系統主要取水口青潭及直潭兩處之可靠出水量為每秒40立方公尺，相當每日345.6萬立方公尺，可滿足計畫目標年2030年自來水所需水源要求。附帶年平均發電量2億2,270萬度，並且可望在水庫完成後增加下游河道乾旱期之流量，以稀釋河川污染的濃度。

## 組織

### 局本部
- 局長
- 副局長
- 主任秘書

### 內部單位
- 安全檢查科：大壩及附屬設施之安全管理與檢查，技術資料簿冊之建立、保管與更新，水庫及壩之安全評估，緊急措施計畫及大壩與附屬設施維護改善之計畫事項。
- 水庫操作科：水庫操作運轉，自來水原水之供應，翡翠電廠之營運，水文、水質、水庫淤積等資料之觀測、調查與分析及洪水期間與相關水庫及防汛機關之協調作業事項 。
- 經營管理科：水庫及水庫區之經營管理，各項設施之維護改善與其工務行政及集水區治理之協調事項。
- 秘書室：文書、印信典守、研考、公共關係、財產管理、事務管理、出納及不屬其他科、室事項。
- 人事室：依法辦理人事管理事項。
- 會計室：依法辦理歲計、會計及統計事項。
- 政風室：依法辦理政風事項。

## 歷任局長
| 任次 | 姓名   | 到任日期       | 卸任日期       | 時任臺北市市長     |
| ---- | ------ | -------------- | -------------- | ------------------ |
| 1    | 賴騰鏞 | 1986年7月21日  | 1987年7月1日   | 許水德             |
| 2    | 謝毅雄 | 1987年7月1日   | 1990年6月1日   | 許水德→吳伯雄      |
| 3    | 陳廉泉 | 1990年7月10日  | 1993年6月1日   | 黃大洲(代理→當選)  |
| 4    | 魏仰西 | 1993年6月4日   | 1994年12月25日 | 黃大洲             |
| 5    | 卓藤   | 1994年12月25日 | 1998年12月25日 | 陳水扁             |
| 6    | 郭瑞華 | 1998年12月25日 | 2002年12月25日 | 馬英九(第一次當選) |
| 7    | 康世芳 | 2003年2月10日  | 2006年12月25日 | 馬英九(第二次當選) |
| 8    | 李公哲 | 2007年2月1日   | 2010年12月25日 | 郝龍斌(第一次當選) |
| 9    | 劉銘龍 | 2010年12月25日 | 2014年12月25日 | 郝龍斌(第二次當選) |
| 10   | 謝政道 | 2014年12月25日 | 2022年12月25日 | 柯文哲             |
| 11   | 林裕益 | 2022年12月25日 | 現任           | 蔣萬安             |

## 外部連結
- 臺北翡翠水庫管理局 （页面存档备份，存于） （中文）（英文）